# Nikola Stevanović (cestista)
Nikola Stevanović (in serbo Никола Стевановић?; 28 dicembre 1992) è un ex cestista serbo con cittadinanza svizzera.

## Palmarès
- NLB: 1

Aarau: 2014-15
- Coppa di Lega svizzera: 1

Massagno: 2023